# Kwazá
I Kwazá sono un gruppo indigeno dello stato di Rondônia in Brasile. Si contano 40 individui (secondo van der Voort, 2008), e parlano una lingua del ceppo di lingue Koazá.

## Storia
Sono stati allontanati dalla loro terra originaria dai fazendeiros quando venne costruita la strada BR-364 negli anni '60. La tribù Kwazá cominciò a perdere i legami culturali che integravano tutti i membri. Oggigiorni vi sono 40 persone nella tribù, che vivono nella regione sud dello stato di Rondônia.
Storicamente sono conosciuti con il nome Koaiá. I loro vicini indigeni tradizionali erano gli Aikanã, Kanoê, Tuparí, Mekens/Sakurabiat, Salamãi e altri. Questi popoli mantenevano relazioni attraverso feste e guerre, ma parlavano diverse lingue non mutuamente comprensibili. La maggior parte della gente Kwazá si è mescolata con la gente Aikanã e risiede nella Terra Indigena Tubarão-Latundê, assieme ai membri rimanenti delle tribù Aikanã e Latundê. Esiste anche una famiglia mista di Kwazá e Aikanã in una piccola zona vicino all'igarapé São Pedro.

## Nome
Gli indigeni si riferiscono a loro stessi con il nome Kwazá (la 'z' è pronunciata come la 'th' inglese). Nei pochi documenti che menzionano i Kwazá vi sono nomenclature come Koaiá, Koaya, Coaiá e Quaia. È probabile che il nome 'Kwazá' e 'Koaiá' sia stato dato a loro dalle popolazioni vicine. Per esempio i Salamãi li chiamavano 'Koaiá', mentre gli Aikanã li chiamavano 'Kwazá' (con la pronuncia 'th' che non esiste nella lingua Kwazá), e i Kanoê li chiamavano 'Tainakãw'.
Il nome 'Arara' venne usato in passato da alcuni funzionari della FUNAI, e oggi viene ancora usato nella letteratura scientifica. Questa denominazione non è stata assunta e diffusa in maniera apprezzabile.

## Lingua, localizzazione e popolazione
La lingua Kwazá può essere classificata come isolata. Ci sono alcune somiglianze tra questa lingua e quella dei Aikanã, Kanoê e le lingue tupi, Nambikwára, Txapakúra e Macro-Gê, molto probabilmente a causa dei contatti tra le varie tribù.
La maggioranza dei Kwazá risiedono nella Terra Indigena Tubarão-Latundê, nel municipio di Chupinguaia in Rondônia, assieme agli Aikanã. Una parte dei Kwazá si riconosce nella tribù Aikanã. Nel 1998 la popolazione della riserva contava 150 persone. Verso la fine degli anni '90 si contavano 25 persone che parlavano la lingua Kwazá, e alcuni parlavano oltre a quella lingua anche il portoghese e l'aikanã. 
Nelle famiglie Kwazá che risiedono vicino al fiume São Pedro vi sono poche persone che parlano la lingua.
Alcuni risiedono nelle città (Porto Velho, Pimenta Bueno, e altre), e non parlano la loro lingua nativa. La lingua dei Kwazá è considerata come in via di estinzione, gravemente minacciata, che rischia di scomparire in un tempo relativamente breve. Nella stessa situazione si trovano le lingue degli indigeni vicini, Kanoê e Latundê.